# Bernhard Stavenhagen

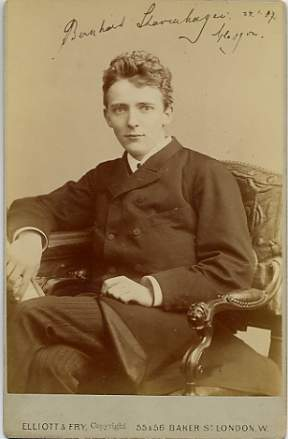
Bernhard Stavenhagen

Bernhard Stavenhagen, född 24 november 1862 i Greiz, död 25 december 1914 i Genève, var en tysk pianist.
Stavenhagen var elev till Friedrich Kiel och Franz Liszt, erhöll 1880 Mendelssohnpriset, konserterade tillsammans med Liszt, blev 1890 storhertiglig hovpianist i Weimar, 1895 hovkapellmästare där och 1898 i München, där han 1901–04 var musikakademiens direktör. Från 1907 var han konsertdirigent i Genève. Sedan 1884 företog han konsertresor (Stockholm 1894) och vann anseende för sitt pianospel. Han komponerade, påverkad av Johannes Brahms och än mer av Liszt, två pianokonserter, smärre pianostycken, körverk och solosånger.